# Scott MacArthur
Scott MacArthur (nacido el 6 de agosto de 1979) es un actor y escritor estadounidense. Es mejor conocido por interpretar a Jimmy Shepherd, un personaje principal en la serie de comedia de Fox The Mick.

## Primeros años
MacArthur nació en Chicago. Es alumno de The Second City en Chicago. Su hermano es el actor Hayes MacArthur.

## Carrera
MacArthur protagonizó la serie de Fox The Mick de 2017 a 2018. MacArthur fue inicialmente contratado como escritor de la serie. El personaje de Jimmy fue interpretado por Nat Faxon en el piloto de The Mick, con el conocimiento de que Faxon no podría continuar en el papel si el piloto fuera seleccionado como serie. Tras ofrecerle el papel a MacArthur, Fox volvió a filmar al piloto antes del debut de la serie.
MacArthur también ha aparecido en películas, como The Diabolical (2015) y Answers to Nothing (2011), así como numerosos papeles como invitado en televisión. Apareció en la película epílogo de Breaking Bad del 2019, El Camino: A Breaking Bad Movie, como el soldador/criminal Neil Kandy. MacArthur apareció en un papel recurrente en The Righteous Gemstones como Scotty "the Devil", un tonto doble de riesgo convertido en extorsionador.

## Filmografía

### Películas[4]
| Año  | Título                             | Papel             | Notas |
| ---- | ---------------------------------- | ----------------- | ----- |
| 2011 | Answers to Nothing                 | Allan             |       |
| 2012 | Good Satan                         | Frank             |       |
| 2012 | The Longer Day of Happiness        | Bob               |       |
| 2012 | The Motel Life                     | Oficial Mori      |       |
| 2013 | Ghost Team One                     | Ammon             |       |
| 2013 | Coldwater                          | Gillis            |       |
| 2016 | The Diabolical                     | Oficial Chambers  |       |
| 2017 | Chuck Hank and the San Diego Twins | Marcel            |       |
| 2019 | Rim of the World                   | Lou               |       |
| 2019 | El Camino: A Breaking Bad Movie    | Neil Kandy        |       |
| 2020 | The Babysitter: Killer Queen       | Leeroy            |       |
| 2021 | The Starling                       | Ralph the Trucker |       |
| 2021 | Halloween Kills                    | Big John          |       |
| 2022 | Family Squares                     | Chad Worth        |       |
| 2023 | No Hard Feelings                   | Jim               |       |

### Televisión[4]
| Año       | Título                  | Papel                  | Notas                                               |
| --------- | ----------------------- | ---------------------- | --------------------------------------------------- |
| 2006      | Mad TV                  | Scott                  | Episodio #12.7                                      |
| 2007      | Numb3rs                 | Bidder Wearing Glasses | Episodio: "Graphic"                                 |
| 2008      | Medium                  | Anton                  | Episodio: "To Have and to Hold"                     |
| 2008      | Mad Men                 | Jim                    | Episodio: "For Those Who Think Young"               |
| 2011      | Perfect Couples         | Trevor                 | Episodio: "Perfect Exes"                            |
| 2011      | Jimmy Kimmel Live!      | Hap/Marine             | Episodios #9.94 y #9.122                            |
| 2011–2012 | How to Be a Gentleman   | Tom                    | 2 episodios                                         |
| 2012      | Body of Proof           | Rob Martin             | Episodio: "Identity"                                |
| 2012      | NCIS: Los Ángeles       | Neil Barlow            | Episodio: "Sans Voir (Part I)"                      |
| 2013      | NCIS                    | Luke Grismer           | Episodio: "Shabbat Shalom"                          |
| 2014      | The Mindy Project       | Bush                   | Episodio: "What About Peter?"                       |
| 2016      | Angie Tribeca           | Gordon Manhattan       | Episodio: "Murder in the First Class"               |
| 2017–2018 | The Mick                | Jimmy Shepherd         | Main role, 35 episodios                             |
| 2019      | Weird City              | Ray                    | Episodio: "Chonathan & Mulia & Barsley & Phephanie" |
| 2019      | Florida Girls           | Devo                   | 2 episodios                                         |
| 2019      | The Righteous Gemstones | Scotty/The Devil       | 8 episodios                                         |
| 2020      | Superstore              | Benny                  | Episodio: "Cereal Bar"                              |
| 2021      | Lucifer                 | Adam                   | Episodio: "My Best Fiend's Wedding"                 |
| 2022      | Killing It              | Brock                  | 7 episodios                                         |